# Skywarn

Logo von SKYWARN in den Vereinigten Staaten.

Skywarn oder auch SKYWARN ist ein in mehreren Staaten verbreitetes Netzwerk von ehrenamtlichen Wetter-Spottern, die es sich zur Aufgabe gemacht haben, die Bevölkerung durch ihre koordinierten Wetterbeobachtungen ortsgenau und zeitnah über Extremwetterereignisse wie Unwetter zu informieren. Es besteht in der Regel eine enge Zusammenarbeit mit den jeweiligen Wetterdiensten, Medien und verschiedenen anderen Partnern, wobei im Falle von Skywarn Deutschland, einem am 16. Oktober 2003 gegründeten Verein mit Sitz in Osnabrück, besonders TorDACH zu nennen ist.
Die Warnungen zu Art und Schwere der Unwetter werden dabei im Gegensatz zu den meist vorsorglich weit räumlich und zeitlich ausgedehnten Sturmwarnungen der Wetterdienste nur an die Menschen gerichtet, die tatsächlich und unmittelbar von einem Unwetter bedroht werden. Dies hat den Vorteil, dass die Warnungen für die Einzelperson besser nutzbar sind als eine vergleichsweise unspezifische Sturmwarnung mit langen Vorlaufzeiten und einer damit verbundenen Unsicherheit, wann und ob sich das Unwetter schließlich einstellen wird. Nicht zuletzt werden solcherlei unspezifische Warnungen auch häufig ignoriert.
Skywarn ist vor diesem Hintergrund nicht als Konkurrenz zu den Wetterdiensten und deren Sturmwarnungen zu verstehen, sondern als wichtige Ergänzung zu bisherigen Wetterwarnungen, die in allen Kriterien nicht so präzise wie die vor Ort gemachten Beobachtungen sein können. Dabei ist jedoch auch Zahl und Dichte des Beobachtungsnetzes der Spotter entscheidend, wobei sich Skywarn Deutschland derzeit noch im Aufbau befindet.
Skywarn wurde in Österreich im Jahre 2003 gegründet und besitzt derzeit rund. 120 Mitglieder.
In den USA ist Skywarn hingegen schon etabliert und mit Tausenden von Wetterbeobachtern seit mehreren Jahrzehnten sehr aktiv.

## Andere Unwetterwarnsysteme
- Andere Unwetterwarnsysteme sind Meteoalarm und WIND.